# Tłuściec
Tłuściec (prononciation : [ˈtwuɕt͡ɕet͡s]) est un village polonais de la gmina de Międzyrzec Podlaski dans le powiat de Biała Podlaska de la voïvodie de Lublin dans l'est de la Pologne.
Il se situe à environ 8 kilomètres au nord-ouest de Międzyrzec Podlaski (siège de la gmina), 29 kilomètres à l'ouest de Biała Podlaska (siège du powiat) et 88 kilomètres au nord de Lublin (capitale de la voïvodie).
Le village comptait approximativement une population de 480 habitants en 2006.

## Histoire
De 1975 à 1998, le village est attaché administrativement à la voïvodie de Biała Podlaska.

Depuis 1999, il fait partie de la voïvodie de Lublin.